# Marcus Berg
Marcus Berg (Torsby, el 17 d'agost de 1986) és un jugador professional de futbol suec que juga com a davanter per l'IFK Göteborg, i la selecció sueca